# Celebrazioni
Celebrazioni (Célébrations) è una raccolta di 82 saggi brevi di Michel Tournier.

## Introduzione
Con questi saggi l'autore ha voluto "celebrare" (da cui il titolo dell'intera raccolta) l'esaltazione che le cose belle della vita provocano nelle persone che le ammirano.
È importante, secondo Tournier, avere sempre sete di conoscenze verso ciò che ci circonda, anche per le cose negative.

## Struttura del libro
I saggi sono raggruppati in 6 diverse categorie.
- 1. NATURALIA

1. L'albero e la foresta
2. Elementi di xilosofia
3. Difesa e illustrazione delle erbe cattive
4. Il riflusso delle maree
5. Il cavallo
6. L'ambio e la diagonale
7. Il latte
8. Il massacro notturno dei ricci
9. Interpretazione del serpente
10. Ritratto dell'anatra
11. La rana, l'uccello e la salamandra

- 2. CORPO E BENI

1. Incoronazione del ginocchio
2. La fortuna grazie ai capelli
3. I capelli rossi
4. I tatuaggi
5. Filosofia del sonno
6. L'atavismo ovvero L'antenato polverizzato
7. Dialogo dell'insipido e del saporito
8. Francia come freschezza
9. Gli alimenti magici
10. Acqua simplex ovvero La medicina dell'anno 2000
11. Cibo e parole
12. L'anima del vino
13. Il denaro
14. Storia del mio lingotto
15. La mano fatale
16. Un giocatore al mare
17. L'età dello scettro
18. Un sogno
19. Scomparire ovvero I sandali di Empedocle

- 3. LOCALITÀ

1. A Praga, quel 26 gennaio 1786
2. Da Grasse a Francoforte ovvero Il destino di François de Théas, conte di Thorenc
3. Weimar ovvero La città degli spiriti
4. Anatomia e fisiologia di un ponte
5. L'Île Saint-Louis
6. Le mie canoniche e il loro giardino
7. I miei due castelli
8. Gli aquiloni di Dieppe
9. Fleury ovvero Il feticista in prigione
10. Diario d'un viaggio in Giappone con il fotografo Edouard Boubat dal 2 al 19 aprile 1974
11. Bombay
12. Il cane di Palmira ovvero Ditelo con delle pietre
13. Requiem per la Repubblica democratica tedesca Lothar de Maizière, prussiano di origine ugonotta, e gli ultimi sei mesi della Repubblica democratica tedesca
14. California: i nomadi della terza età
15. 21 dicembre 1998. Natale sul ponte Bessières

- 4. DELLE STAGIONI E DEI SANTI

1. Sebastiano, arcieri di Dio
2. Anantomia di un angelo
3. San Paolo, il nomade di Cristo
4. Cristoforo, santo patrono degli orchi
5. Portare un bambino. Dalla fuga in Egitto al re degli ontani
6. Babbo Natale è uno dei re Magi?
7. Nascere a Betlemme il 25 dicembre? Riflessioni sul destino
8. La corona di San Luigi
9. Noè
10. Le vacanze
11. Sulle belle strade di Francia, una coppia di pazzi: il corridore e la sua piccola regina
12. La gloria di chi si abbronza
13. 6 agosto, giorno di splendore e di terrore AIDS e Ozono, angeli dell'Apocalisse

- 5. IMMAGINI

1. Geometria del labirinto
2. Due "grandi personaggi", Leonardo e Johann Sebastian
3. Gli analfabeti che ci circondano
4. La visitatrice notturna
5. Bibendum e i suoi cinque attributi
6. L'affaire Dreifuss
7. Fammi vedere le mani!
8. Cinema, cinema ...
9. Sacha Guitry ovvero L'immagine bloccata
10. Jean Renoir
11. La conosco, questa canzone ...
12. Léo Ferrè (24 agosto 1916-14 luglio 1993)
13. Michael Jackson e l'iconizzazione
14. Tra Diana e Zizi
15. La televisione del domani? Una finestra su un mondo in cui non accade nulla

- 6. PERSONALITÀ

1. Il capo e i suoi uomini
2. Il tu e il voi
3. Volti di Marguerite Duras
4. Azzédine Alaia ovvero La piega sublime
5. Storia di una donna
6. Martin e Karl Flinker
7. François e Noël Châtelet
8. Gilles Deleuze

## Edizioni in italiano
- Michel Tournier, Celebrazioni, traduzione di Idolina Landolfi, Garzanti, Milano 2001